# Dynamite (bài hát của Taio Cruz)
"Dynamite" là một bài hát của nghệ sĩ thu âm Anh quốc Taio Cruz nằm trong phiên bản quốc tế của album phòng thu thứ hai của anh, Rokstarr (2010). Nó được phát hành vào ngày 30 tháng 5 năm 2010 như là đĩa đơn thứ tư trích từ album ở thị trường châu Âu và thứ hai ở thị trường Bắc Mỹ bởi Island Records, trong khi bài hát được phát hành ở Vương quốc Anh như là đĩa đơn đầu tiên cho album tuyển tập đầu tiên của Cruz, The Rokstarr Collection (2010). "Dynamite" được đồng viết lời bởi nam ca sĩ, Dr. Luke, Max Martin, Benny Blanco và Bonnie McKee, trong khi phần sản xuất được đảm nhiệm bởi Luke và Benny Blanco. Đây là một bản dance-pop kết hợp với những yếu tố từ R&B cũng như phần mềm thay đổi giọng hát Auto-Tune, mang nội dung đề cập đến việc nhảy múa và tâm trạng vui vẻ của mỗi người khi đến những câu lạc bộ và bữa tiệc, và làm cho bầu không khí trở nên bùng nổ hơn bao giờ hết. Ban đầu dự định sẽ được thể hiện bởi rapper người Mỹ Flo Rida, bài hát ngay lập tức thu hút nhiều sự so sánh với đĩa đơn năm 2009 của Kesha "Tik Tok", cũng được viết lời và sản xuất bởi Luke và Blanco, bởi nội dung cũng như phong cách âm nhạc của nó.
Sau khi phát hành, "Dynamite" nhận được những phản ứng đa phần tích cực từ các nhà phê bình âm nhạc, trong đó họ đánh giá cao giai điệu bắt tai cũng như quá trình sản xuất của nó, mặc dù vẫn có những ý kiến trái chiều liên quan đến nội dung lời bài hát. Tuy nhiên, "Dynamite" đã gặt hái nhiều giải thưởng và đề cử tại những lễ trao giải lớn, bao gồm một đề cử giải Brit năm 2010 cho Đĩa đơn Anh quốc của năm và chiến thắng ba hạng mục tại giải thưởng âm nhạc Billboard năm 2011 cho Top Bài hát Hot 100, Top Bài hát Pop và Top Bài hát Nhạc số. Bài hát cũng tiếp nhận những thành công vượt trội về mặt thương mại, đứng đầu các bảng xếp hạng ở Úc, Canada, Ireland, New Zealand và quê nhà của nam ca sĩ Vương quốc Anh, và lọt vào top 10 ở hầu hết những quốc gia nó xuất hiện, bao gồm vươn đến top 5 ở Áo, Pháp, Đức, Hà Lan, Na Uy và Thụy Sĩ. Tại Hoa Kỳ, "Dynamite" đạt vị trí thứ hai trên bảng xếp hạng Billboard Hot 100 trong ba tuần liên tiếp, trở thành đĩa đơn thứ hai của Cruz vươn đến top 5 và đã tiêu thụ được hơn 6.5 triệu bản tại đây. Tính đến nay, nó đã bán được hơn 8.3 triệu bản trên toàn cầu, trở thành một trong những đĩa đơn bán chạy nhất mọi thời đại.
Video ca nhạc cho "Dynamite" được đạo diễn bởi Alex Herron, trong đó Cruz đến một nhà xưởng sửa xe hơi với một nhóm cơ khí nữ đang làm việc và bắt đầu một bữa tiệc vui vẻ với những cô gái tại đây, trước khi anh tổ chức một buổi hòa nhạc vào buổi tối với hồ bơi và pháo bông. Để quảng bá bài hát, nam ca sĩ đã trình diễn nó trên nhiều chương trình truyền hình và lễ trao giải lớn, bao gồm America's Got Talent, Dick Clark's New Year's Rockin' Eve, The Ellen DeGeneres Show, Live with Regis & Kelly, Jimmy Kimmel Live!, So You Think You Can Dance, The Tonight Show with Jay Leno và giải thưởng âm nhạc Billboard năm 2011, cũng như lễ bế mạc Thế vận hội Mùa hè Luân Đôn 2012. Kể từ khi phát hành, bài hát đã xuất hiện trong nhiều tác phẩm điện ảnh và truyền hình, như A.N.T. Farm, Blackers, Hop và The Office. Ngoài ra, một phiên bản phối lại chính thức của "Dynamite" cũng được phát hành, với sự tham gia góp giọng của ca sĩ người Mỹ Jennifer Lopez.

## Danh sách bài hát
EP nhạc số
1. "Dynamite" - 3:24
2. "Dynamite" (Ralphi Rosario Club phối lại) – 8:03
3. "Dynamite" (Mixin Marc Club phối lại) – 5:34
4. "Dynamite" (StoneBridge Club phối lại) – 7:20

Đĩa CD tại Đức
1. "Dynamite" - 3:24
2. "Dynamite" (Mixin Marc Radio phối) – 3:22

## Thành phần thực hiện
Thành phần thực hiện được trích từ ghi chú của Rokstarr, Island Records.
Thu âm và phối khí
- Thu âm tại A Side Studios ở Stockholm, Thụy Điển; Dr. Luke's Studios ở Los Angeles; Milano Studio và Rokstarr Studios ở Luân Đôn, Anh.
- Phối khí tại MixStar Studios ở Virginia Beach, Virginia.

Thành phần
- Viết lời – Lukasz Gottwald, Max Martin, Benjamin Levin, Bonnie McKee, Taio Cruz
- Sản xuất, trống, đàn phím và lập trình – Dr. Luke, Benny Blanco
- Giọng hát và hỗ trợ lập trình – Taio Cruz
- Kỹ sư – Emily Wright
- Hỗ trợ sản xuất – Tatiana Gottwald
- Phối hợp sản xuất – Irene Richter, Vanessa Silberman, Megan Dennis
- Phối khí – Serban Ghenea
- Kỹ sư phối khí – John Hanes
- Hỗ trợ kỹ sư phối khí – Tim Roberts
- Mastering – Tom Coyne

## Xếp hạng
| Bảng xếp hạng (2010-11)               | Vị trí cao nhất |
| ------------------------------------- | --------------- |
| Úc (ARIA)                             | 1               |
| Áo (Ö3 Austria Top 40)                | 2               |
| Bỉ (Ultratop 50 Flanders)             | 6               |
| Bỉ (Ultratop 50 Wallonia)             | 1               |
| Canada (Canadian Hot 100)             | 1               |
| Cộng hòa Séc (Rádio Top 100)          | 5               |
| Đan Mạch (Tracklisten)                | 12              |
| Châu Âu (European Hot 100 Singles)    | 3               |
| Phần Lan (Suomen virallinen lista)    | 7               |
| Pháp (SNEP)                           | 5               |
| Đức (Official German Charts)          | 3               |
| Hungary (Rádiós Top 40)               | 9               |
| Ireland (IRMA)                        | 1               |
| Hà Lan (Dutch Top 40)                 | 3               |
| Hà Lan (Single Top 100)               | 4               |
| New Zealand (Recorded Music NZ)       | 1               |
| Na Uy (VG-lista)                      | 4               |
| Ba Lan (Polish Airplay Top 100)       | 5               |
| Scotland (OCC)                        | 1               |
| Slovakia (Rádio Top 100)              | 2               |
| Tây Ban Nha (PROMUSICAE)              | 22              |
| Thụy Điển (Sverigetopplistan)         | 9               |
| Thụy Sĩ (Schweizer Hitparade)         | 3               |
| Anh Quốc (OCC)                        | 1               |
| Anh Quốc R&B (OCC)                    | 1               |
| Hoa Kỳ Billboard Hot 100              | 2               |
| Hoa Kỳ Adult Contemporary (Billboard) | 15              |
| Hoa Kỳ Adult Pop Airplay (Billboard)  | 5               |
| Hoa Kỳ Dance Club Songs (Billboard)   | 1               |
| Hoa Kỳ Pop Airplay (Billboard)        | 1               |
| Hoa Kỳ Rhythmic (Billboard)           | 2               |

| Bảng xếp hạng (2010)                 | Vị trí |
| ------------------------------------ | ------ |
| Australia (ARIA)                     | 3      |
| Australia Urban (ARIA)               | 3      |
| Austria (Ö3 Austria Top 75)          | 15     |
| Belgium (Ultratop 50 Flanders)       | 26     |
| Belgium (Ultratop 40 Wallonia)       | 36     |
| Canada (Canadian Hot 100)            | 4      |
| Europe (European Hot 100 Singles)    | 20     |
| France (SNEP)                        | 40     |
| Germany (Official German Charts)     | 22     |
| Hungary (Dance Top 40)               | 99     |
| Netherlands (Dutch Top 40)           | 35     |
| Netherlands (Single Top 100)         | 48     |
| New Zealand (Recorded Music NZ)      | 8      |
| Sweden (Sverigetopplistan)           | 25     |
| Switzerland (Schweizer Hitparade)    | 22     |
| UK Singles (Official Charts Company) | 17     |
| US Billboard Hot 100                 | 9      |
| US Adult Top 40 (Billboard)          | 46     |
| US Hot Dance Club Songs (Billboard)  | 15     |
| US Pop Songs (Billboard)             | 4      |
| US Rhythmic (Billboard)              | 13     |
| Bảng xếp hạng (2011)                 | Vị trí |
| Australia (ARIA)                     | 81     |
| Australia Urban (ARIA)               | 29     |
| Canada (Canadian Hot 100)            | 39     |
| Hungary (Rádiós Top 40)              | 22     |
| Netherlands (Dutch Top 40)           | 93     |
| UK Singles (Official Charts Company) | 156    |
| US Billboard Hot 100                 | 44     |
| US Adult Top 40 (Billboard)          | 37     |

| Bảng xếp hạng            | Vị trí |
| ------------------------ | ------ |
| US Billboard Hot 100     | 253    |
| US Pop Songs (Billboard) | 54     |

## Chứng nhận
| Quốc gia                                                                           | Chứng nhận  | Số đơn vị/doanh số chứng nhận |
| ---------------------------------------------------------------------------------- | ----------- | ----------------------------- |
| Úc (ARIA)                                                                          | 7× Bạch kim | 490.000^                      |
| Áo (IFPI Áo)                                                                       | Bạch kim    | 30.000*                       |
| Bỉ (BEA)                                                                           | Vàng        | 15.000*                       |
| Canada (Music Canada)                                                              | 5× Bạch kim | 400.000*                      |
| Đan Mạch (IFPI Đan Mạch)                                                           | Vàng        | 15,000^                       |
| Đức (BVMI)                                                                         | Bạch kim    | 500.000‡                      |
| Ý (FIMI)                                                                           | Vàng        | 15.000*                       |
| New Zealand (RMNZ)                                                                 | Bạch kim    | 15.000*                       |
| Thụy Điển (GLF)                                                                    | Bạch kim    | 20.000‡                       |
| Thụy Sĩ (IFPI)                                                                     | Bạch kim    | 30.000^                       |
| Anh Quốc (BPI)                                                                     | Bạch kim    | 600.000^                      |
| Hoa Kỳ (RIAA)                                                                      | 8× Bạch kim | 6,524,000                     |
| * Chứng nhận dựa theo doanh số tiêu thụ. ^ Chứng nhận dựa theo doanh số nhập hàng. |             |                               |